# Чавоглаве
Чавоглаве (хорв. Čavoglave) — село в Хорватии, входит в общину Ружич (хорв. Ružić), Шибенско-Книнской жупании. Село расположено в урочище Петрово поле (хорв. Petrovo polje), на берегу реки Чиколы (хорв. Čikola), между горными хребтами Свилая и Мосеч. Исторически принадлежит к Далматинской Загоре. Высота над уровнем моря 420 м. В 1992 году село стало известно всей Хорватии.

## История
Чавоглаве (хорв. Čavoglave) — село в Хорватии, входит в общину Ружич (хорв. Ružić), Шибенско-Книнской жупании. Село расположено в урочище Петрово поле (хорв. Petrovo polje), на берегу реки Чиколы (хорв. Čikola), между горными хребтами Свилая и Мосеч. Ближайший город — Дрниш. Исторически Дрниш и Чавоглаве принадлежат к Далматинской Загоре. Высота Чавоглаве над уровнем моря — 420 м. В 1992 году село стало известно всей Хорватии. За всё время Хорватской войны за независимость село ни разу не было оккупировано сербами.
Чавоглаве — исконно-хорватское село Далматинской Загоры. Изначально этот регион звался Загорьем (comitatus Zagorie). Во времена турецкого ига, в 1522—1699 годах, здесь существовала нахия Загорье. В 1699—1797 гг. регион был под властью Венецианской республики. Венецианцы разделили Загорье на Дрнишскую (Drniš) и Трогирскую краины — и с той поры административная единица Загорье более не восстанавливалась. Однако, топоним «Загорье», трансформированный в «Загору» («Zagora», «dalmatinska Zagora»), прочно удержался в народной памяти. Крепче всего сохранилось загорское региональное самосознание в сёлах Унешич (Unešić), Лечевица (Lećevica), Пргомет (Prgomet) и Чавоглаве. Далматинские загорцы говорят на штокавско-икавском диалекте. Чавоглаве — родина австралийского скульптора Анте Дабро (Ante Dabro).
В начале Хорватской войны за независимость (1991—1995) село Чавоглаве оказалось на переднем краю: поблизости прошла линия фронта борьбы с белградскими коммунистами и местными четниками из т. н. Сербской Краины. В 1991 году местный уроженец Марко Перкович (шофёр и музыкант-любитель) организовал в родном селе отряд самообороны, получивший название «Čavoglava prva bojna». 15 молодых добровольцев храбро противостояли превосходящим силам врага — и не пустили четников в Чавоглаве (соседний Дрниш был взят сербами 16 сентября 1991 г.). Марко Перкович вооружился тогда американским пистолет-пулемётом Томпсона, по которому и получил своё прозвище. К тому же времени относится и написание Перковичем своего первого хита — песни «Bojna Čavoglave». Песня призывает всех хорватов объединиться для борьбы с четниками, чтобы они не захватили родное село Перковича — Чавоглаве. 31 декабря 1991 года эта песня прозвучала по Сплитскому радио, прославив автора. Имя села вскоре стало нарицательным, отразившись, например, в песнях «Sarajevska Čavoglave» и «Украiнске Чавоглаве».
5 августа 2012 года в Томпсоновских торжествах в Чавоглаве (акция «Thompsonovu veselicu u Čavoglavama — 2012») приняли участие хорватские гусляры Миле Краина, Дане Юрич и боевик-мститель Звонко Бушич. Всего на концерте под открытым небом присутствовало около 100 000 человек. Посетители носят знаки усташей и надписи, которые прославляют Независимое Государство Хорватия.